# 모쿠자
모쿠자(본명: 김대웅, 1986년 2월 25일 ~ )는 대한민국의 전직 리그 오브 레전드 프로게이머이다. 프로게임단 지도자로도 활동했다. 선수 시절 아이디는 Mokuza이며 포지션은 정글라이너였다.

## 선수 시절
2012년 2월 1일, 나진 실드에 입단하면서 프로 커리어를 시작했다. 나진 소속으로 인벤 네임드 챔피언십에서 우승을 차지하는데 기여했다.
NLB 윈터 시즌 종료 이후 현역에서 은퇴했다.

## 지도자 시절
2013년 2월, 나진의 양 형제팀의 식스맨 전담 코치로 부임했다. 2015년 12월, 팀을 퇴단했다.
2017시즌을 앞두고 챌린저스의 CJ 엔투스의 코치로 부임했다.
2018시즌을 앞두고 팀 WE의 코치로 부임했다. 2018시즌 종료 후 팀에서 퇴단했다.

## 소속팀

### 선수
| # | 팀명             | 소속 기간               | 소속 리그 | 비고 |
| - | ---------------- | ----------------------- | --------- | ---- |
| 1 | 나진 화이트 실드 | 2012.02.01 ~ 2013.02.06 | LCK       |      |

### 지도자
| # | 팀명      | 직책 | 소속 기간               | 소속 리그 | 비고 |
| - | --------- | ---- | ----------------------- | --------- | ---- |
| 1 | 나진      | 코치 | 2013.02.06 ~ 2015.12.01 | LCK       |      |
| 2 | CJ 엔투스 | 코치 | 2016.10.28 ~ 2017.11.13 | CK        |      |
| 3 | 팀 WE     | 코치 | 2017.12.30 ~ 2018.12.16 | LPL       |      |

## 수상 내역

### 선수
- 인벤 네임드 챔피언십 우승

### 지도자
- 이엠텍 나이스게임TV 리그 오브 레전드 배틀 스프링 2013 우승
- 기가바이트 나이스게임TV 리그 오브 레전드 배틀 서머 2013 우승
- 리그 오브 레전드 월드 챔피언십 시즌 3 4강
- ZOTAC 나이스게임TV 리그 오브 레전드 배틀 윈터 2013-2014 준우승
- 빅파일 나이스게임TV 리그 오브 레전드 배틀 스프링 2014 준우승
- SK텔레콤 LTE-A LoL 마스터즈 2014 4위
- 아이티엔조이 나이스게임TV 리그 오브 레전드 배틀 서머 2014 준우승
- 리그 오브 레전드 챌린저스 코리아 스프링 2017 준우승
- 리그 오브 레전드 챌린저스 코리아 서머 2017 우승